# Шишлов Федір Васильович
Федір Васильович Шишлов (17 вересня 1931, село Верхнє Мар'їно, тепер Каширського району Воронезької області, Російська Федерація — 11 травня 2025, Нижній Тагіл, Свердловська область) — радянський державний діяч, новатор виробництва, слюсар-складальник Уральського вагонобудівного заводу імені Дзержинського міста Нижній Тагіл Свердловської області. Член Центральної Ревізійної Комісії КПРС у 1981—1986 роках. Герой Соціалістичної Праці (29.08.1969).

## Життєпис
Народився в селянській родині.
У 1950—1954 роках — свердлувальник цеху № 110 Уральського вагонобудівного заводу імені Дзержинського (Уралвагонзаводу) міста Нижній Тагіл Свердловської області.
У 1954—1957 роках — у Радянській армії.
У 1957—1981 роках — слюсар-складальник, котельник Уральського вагонобудівного заводу імені Дзержинського міста Нижній Тагіл Свердловської області.
Член КПРС з 1968 року.
Указом Президії Верховної Ради СРСР («закритим») від 29 серпня 1969 року за видатні заслуги при виконанні спеціального завдання уряду СРСР Шишлову Федору Васильовичу присвоєно звання Героя Соціалістичної Праці з врученням ордена Леніна і золотої медалі «Серп і Молот».
У 1971 році закінчив середню школу в місті Нижній Тагіл.
У січні 1981 — 2000 року — бригадир слюсарів-складальників Уральського вагонобудівного заводу імені Дзержинського міста Нижній Тагіл Свердловської області.
З 2000 року — на пенсії в місті Нижній Тагіл Свердловської області.
Помер 11 травня 2025 року.

## Нагороди і звання
- Герой Соціалістичної Праці (29.08.1969)
- орден Леніна (29.08.1969)
- орден Дружби народів (10.03.1981)
- медаль «За трудову відзнаку» (17.06.1961)
- медалі
- Заслужений Уралвагонзаводець (1979)